# Torre de Peñafiel
Pour les articles homonymes, voir Peñafiel.
Torre de Peñafiel est une commune de la province de Valladolid dans la communauté autonome de Castille-et-León en Espagne.

## Économie
Cette localité est vinicole, et fait partie de l'AOC Ribera del Duero.

## Sites et patrimoine
L'édifice notable de la commune est l'église San Andrés.